# Varaždin Arena
 (avril 2025).
Varaždin Arena ou Gradska dvorana Varaždin est une salle multi-sport de Varaždin en Croatie inaugurée le 6 décembre 2008.

## Histoire
Construite pour le championnat du monde masculin de handball 2009, elle est d'une capacité de 5 400 places.
Depuis, la salle accueille notamment les équipes suivantes :
- GRK Varaždin (handball, depuis 2009),
- RK Koka (handball, depuis 2009),
- OK Varaždin (volley-ball, depuis 2009),
- KK Vindi (basket-ball, depuis 2009).

## Événements
- Championnat du monde masculin de handball 2009
- Ligue européenne féminine de volley-ball 2019 (Ligue d'or, phase finale)
- Championnat d'Europe masculin de handball 2018
- Championnat du monde masculin de handball 2025

## Galerie

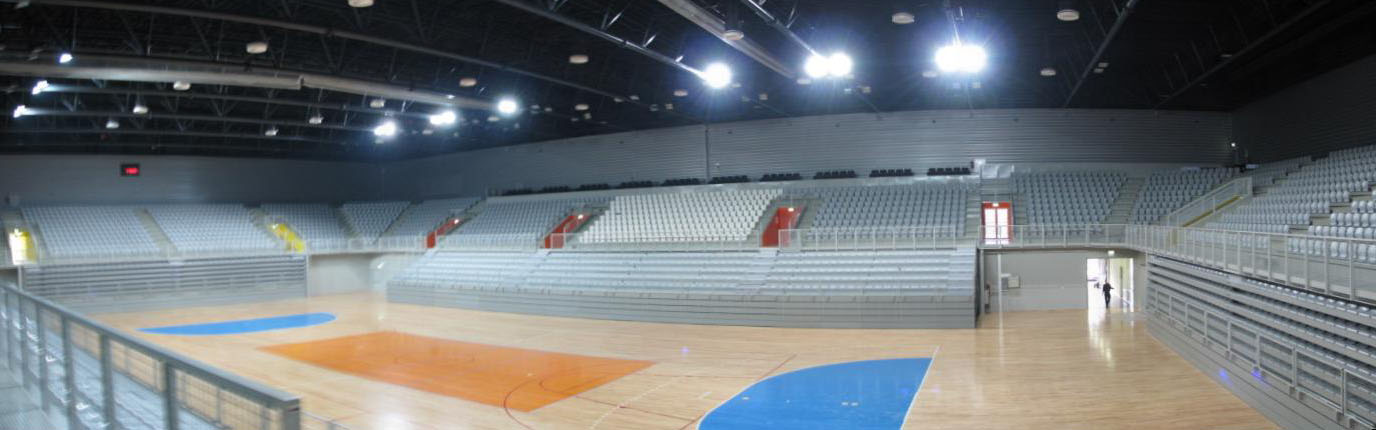
Vue intérieure.
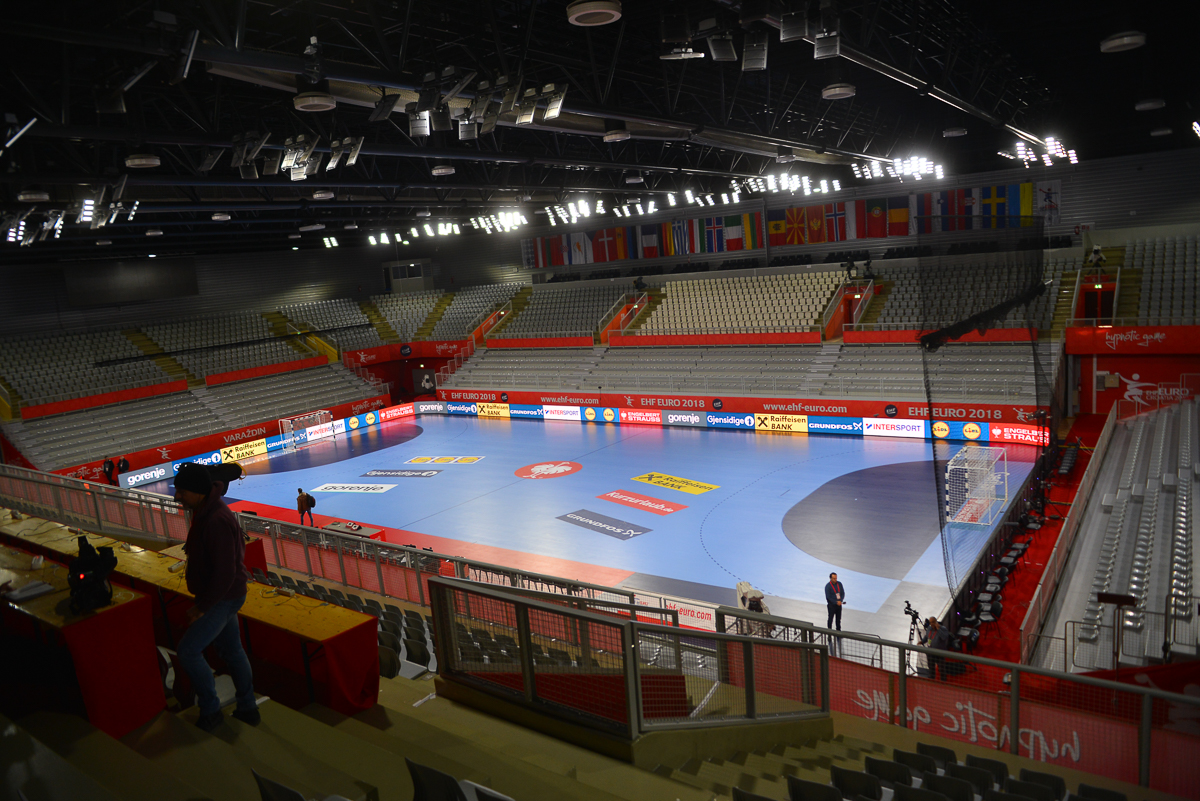
Vue intérieure en configuration handball.